# Kokkovaara (kulle)
Kokkovaara är en kulle i Finland. Den ligger i Sodankylä kommun i landskapet Lappland, i den norra delen av landet, 900 km norr om huvudstaden Helsingfors. Toppen på Kokkovaara är 342 meter över havet.
Terrängen runt Kokkovaara är huvudsakligen platt.  Trakten runt Kokkovaara är nära nog obefolkad, med mindre än två invånare per kvadratkilometer. Det finns inga samhällen i närheten. 